# Arundinella macauensis
Arundinella macauensis är en gräsart som beskrevs av Norman Loftus Bor. Arundinella macauensis ingår i släktet Arundinella och familjen gräs. Inga underarter finns listade i Catalogue of Life.